# يونا دوفورنيه
يونا دوفورنيت (بالفرنسية: Youna Dufournet)‏ هي لاعبة جمباز فني فرنسية ولدت في يوم 19 أكتوبر 1993 في بلدة سومور في فرنسا. أبرز إنجازاتها هو فوزها بالميدالية البرونزية في بطولة العالم 2009.